# Aviaco
Aviaco (IATA:Ao, ICAO:AYC) était une compagnie aérienne espagnole créée en 1948 sur décision de l'institut national de l'industrie lorsque la compagnie nationale, Iberia, ne pouvait plus satisfaire la demande.

En effet, Iberia venait de perdre l'exploitation de lignes très lucratives à destination de Buenos Aires et Montevideo au profit de Air France et KLM.
Les premiers avions de la compagnie sont des Bristol 170 (3 cargos et 3 passagers) et assurent la ligne Bilbao - Madrid.
Durant les années 1980, Iberia rachète la plupart des parts d'Aviaco, et ne laisse à la compagnie que des vols intérieurs peu importants comme Madrid - Barcelone. Petit à petit toutes les activités techniques et commerciales sont transférées à Iberia et la flotte de DC-9 Aviaco est repeinte aux couleurs d'Iberia. La compagnie cesse toute activité en 1998.

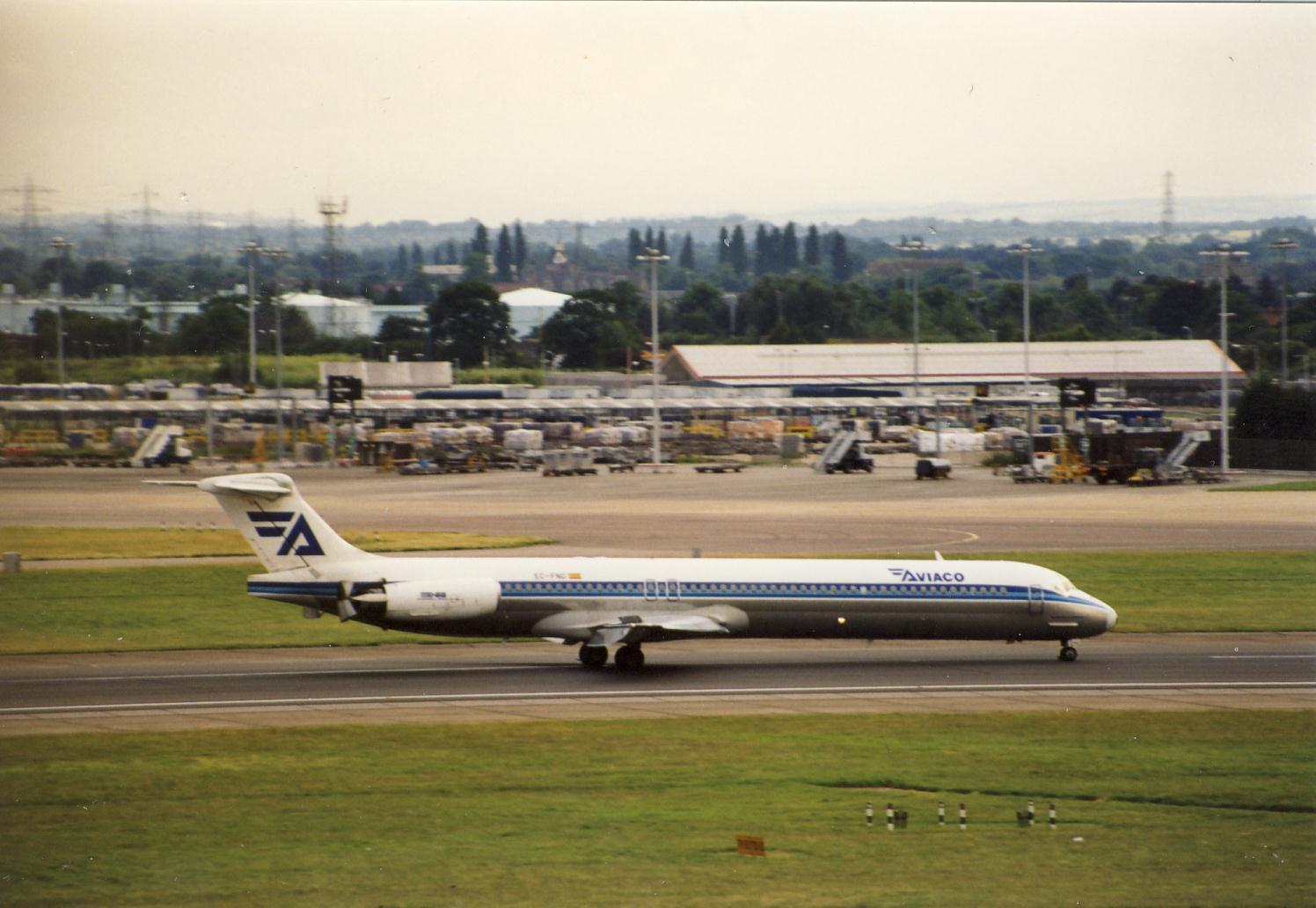
DC 9 de la compagnie Aviaco